# IC 873
IC 873 ist eine kompakte elliptische Galaxie vom Hubble-Typ cE im Sternbild Jungfrau auf der Ekliptik. Sie ist schätzungsweise 273 Millionen Lichtjahre von der Milchstraße entfernt und hat einen Durchmesser von etwa 30.000 Lichtjahren. Wahrscheinlich bildet sie gemeinsam mit IC 871 und IC 876 ein gravitativ gebundenes Galaxientrio.
Das Objekt wurde am 5. Juni 1893 vom französischen Astronomen Stéphane Javelle entdeckt.